# دیویا اسپاندانا
دیویا اسپاندانا (به انگلیسی: Divya Spandana) (متولد ۲۹ نوامبر ۱۹۸۲)، که با عنوان حرفه ای رامیا شناخته می‌شود (کانادایی: ರಮ್ಯಾ Ramyā)، بازیگر و سیاستمدار هندی است و عضو پارلمان در لوک سابا از ماندیا، کارناتاکا بود. او در درجه اول در صنعت فیلم‌سازی کانادا فعالیت می‌کند، اما در فیلم‌های تامیلی و تالیوود نیز حضور دارد. رامیا دریافت کننده دو جایزه فیلم‌فیر جنوب، یک جایزه اودایا و یک جایزه فیلم دولتی کارناتاکا است.
رامیا اولین بازیگری خود را در سال ۲۰۰۳ در فیلم کانادایی زبان ابهی آغاز کرد. اگرچه او به‌طور پراکنده در فیلم‌های تامیلی و تلوگو کار کرده است اما کار او در صنعت فیلم کانادا توجه بیشتری را جلب کرده است. او برنده جایزه اودایا و جایزه فیلم فیر برای بهترین بازیگر نقش مکمل زن در فیلم آمریتاداره (۲۰۰۵) و تنهانم تنهانم (۲۰۰۶) بوده است. عملکرد او به عنوان نام‌بخش قهرمان در ۲۰۱۱ درام عاشقانه Sanju Weds Geetha موجب موفقیت بیشتر او شد و جایزه فیلم کارناتاکا برای بهترین بازیگر زن را به دست آورد. رامیا همچنین در فیلم فانتزی بلاکچین سال ۲۰۱۱ بازی کرده است و فیلم‌های موفق تجاری از جمله سال ۲۰۱۶ حماسه-فانتزی ناگاراوو بازی کرده است.
اسپاندانا در سال ۲۰۱۲ به عنوان عضو جناح جوانان به کنگره ملی هند پیوست. او بعداً در انتخابات سال ۲۰۱۳ پیروز شد تا نماینده مجلس حوزه انتخابیه ماندیا در کارناتاکا شود، اما در انتخابات سراسری هند (۲۰۱۴) شکست خورد. وی به عنوان رئیس گروه رسانه‌های دیجیتال کنگره منصوب شده است.
او در فیلم آبهی بازی کرده است.

## اوایل زندگی
رامیا در ۲۹ نوامبر ۱۹۸۲ در بنگلور، کارناتاکا به دنیا آمد. مادر او، رنجیتا، عضو ارشد حزب کنگره در کارناتاکا است، در حالی که پدر مادربزرگش، آرتی ناریان، یک صنعتگر بود. نام تولد وی دیویا اسپاندانا ولی نام هنری خود را از راجکومار گرفته است. رامیا اهل جامعه وکالیگا است. پدر و مادرش اهل ماندیا هستند. او در مدرسه سنت هیلدا در اوتی و در مدرسه مسیحی، چنای، تامیل نادو تحصیل کرد.

## حرفه فیلم

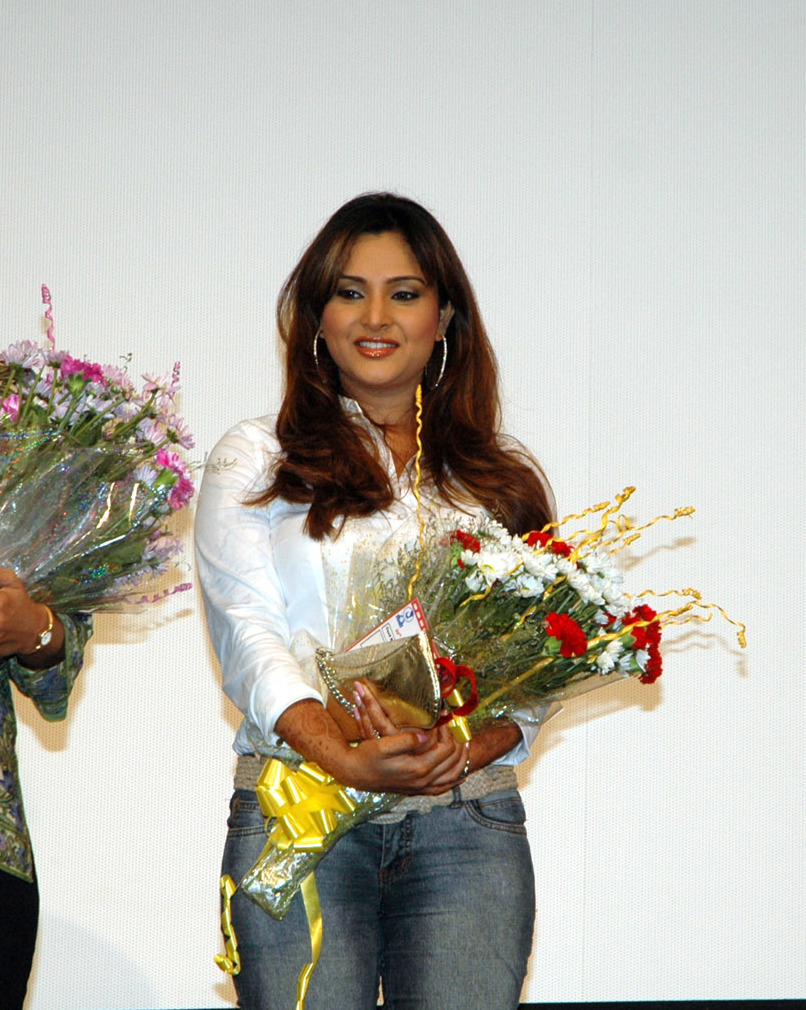
دیویا اسپاندانا

رامیا اولین فیلم بلند سینمایی خود را در سال ۲۰۰۳ با فیلم آبهی آغاز کرد. وی اولین بار در صنعت فیلم تامیلی با نام هنری رامیا ظاهر شد.
او در فیلم‌های لشکر فیل‌ها و پادشاه بازی کرده است.

## زندگی سیاسی
رامیا در سال ۲۰۱۲ به کنگره جوانان هند پیوست. وی با پیروزی در انتخابات در سال ۲۰۱۳، از حوزه انتخابیه ماندیا در کارناتاکا عضو پارلمان کنگره ملی هند (INC) شد. در انتخابات عمومی هندوستان ۲۰۱۴، او دوباره از ماندیا به رقابت پرداخت اما با CS5500 رأی توسط سی‌اس پاتاراجو شکست خورد.
در ماه مه ۲۰۱۷ به وی وظیفه احیای رسانه‌های اجتماعی INC داده شد و به عنوان رئیس تیم دیجیتال کنگره در سطح ملی انتخاب شد. به گفته روزنامه‌های مختلف و خانه‌های رسانه ای، وی نقش مهمی در دور زدن تصویر رسانه‌های اجتماعی راهول گاندی و INC داشته است.
در اوت سال ۲۰۱۷، رامیا برای حمایت از وارنیکا کوندو، زنی که «تحت تعقیب و تقریباً ربوده شدن» بود، یک کمپین آنلاین با هشتگ #AintNoCinderella ایجاد کرد